# Josep Ayala
Josep Manel Ayala Diaz (Sant Julià de Lòria, 8 april 1980) is een Andorrees voetballer. Sinds 2015 speelt hij voor UE Santa Coloma.
Ayala kwam tussen 2002 en 2017 uit voor het Andorrees voetbalelftal. Hij speelde in totaal 83 wedstrijden en scoorde hierin één keer. Zijn laatste wedstrijd was de met 1–0 gewonnen kwalificatiewedstrijd voor het WK voetbal 2018 tegen Hongarije.